# كلاودينيو (لاعب كرة قدم مواليد 2000)
كلاودينهو هو لاعب كرة قدم برازيلي، ولد في 18 نوفمبر 2000 في Lupércio ‏ في البرازيل.